# Bill Cashmore
Bill Cashmore es un político neozelandés, que ejerce como el vicealcalde actual de Auckland, y ha representado al Distrito de Franklin en el Consejo de Auckland desde 2013.

## Vida personal
Educado en la Escuela de Orere y King´s College. Cashmore vivió con su padre y hermano en la granja familiar hasta que asumió como tan dueño y director en 1989. Se encuentra casado con Lynnette Cashmore y tienen dos hijos.

## Carrera política
Cashmore obtuvo su primer cargo político cuando elegido como miembro de la junta comunitaria de Clevedon en 1991. Se convertiría en presidente entre 1992 y 1994. Entre 1994 y 2000 trabajó en Consejo Regional de Auckland como miembro del Comité de Administración Medioambiental y entre 2009 a 2010 fue un miembro del Comité de Enlace Rural. En 2010 se convirtió en el Ejecutivo Federal de Agricultores para la Provincia de Auckland y un representante en la junta de salud animal.
Es un miembro del Partido Nacional de Nueva Zelanda.

### Consejo de Auckland
| Consejo de Auckland | Consejo de Auckland | Consejo de Auckland |
| Periodo             | Distrito            | Afiliación          |
| ------------------- | ------------------- | ------------------- |
| 2013-2016           | Franklin            | C&R y Team Franklin |
| 2016-2019           | Franklin            | Team Franklin       |
| 2019-presente       | Franklin            | Team Franklin       |

Después de la amalgamación de las juntas comunitarias al Consejo de Auckland, Cashmore estuvo en la boleta, y fue elegido como miembro de la Junta Local de Franklin. Convirtiéndose en vicepresidente de dicha junta en 2011. En 2013 es elegido como concejal del consejo, reemplazando a Des Morrison, quién se había retirado. Es asignado como presidente del Panel de Asesoría Rural del consejo. En 2015 devenía como presidente en el Comité de Auditoría y Riesgo y como miembro del grupo de dirección política para el Proyecto de Alineación del Transporte de Auckland. Fue reelegido dos veces sin oposición en 2016 y 2019.

#### Vicealcalde
Tras las elecciones en 2016, donde Phil Goff fue elegido como Alcalde de Auckland, Cashmore fue elegido como vicealcalde. Cashmore fue nombrado a los Comités de Nombramiento y Revisión de Desempeño, Administración de Defensa y Emergencia Civil, Desarrollo y Seguridad Comunitaria, Comité Regulador, y Comité de Dominio de Auckland, como un cargo extraoficial.